# 弦巻紋
弦巻紋（つるまきもん）とは、日本の家紋の一種である。蛇の目紋ともいう。

## 概要
弦巻とは、スペアの弓弦（ゆづる）を巻きつけて収納する輪のことである。一般に「蛇の目」とわれるのは、弦巻が爬虫類のヘビの目に類似することに由来する。蛇の目という名称は16世紀中ごろの成立とされる『 朝倉始末記』の堀江七郎景用の紋についての名称記載が最も古く、戦国時代のことである。15世紀中ごろ（室町時代）に記された『見聞諸家紋』では巨勢氏族吐田氏の家紋として「弦巻」の名称で載る。

## 図案
標準的な図案は、ベースとなる円に対して、その直径の3分の2程度の幅を持つ大きさの輪を描いたもの（図〔1〕）である。ほかに、ベースとなる円の直径に対して5分の1ほどの幅の輪を描いたもの（図〔2〕）もある。図〔2〕は、『見聞諸家紋』掲載の吐田氏使用紋「弦巻」の図案で、家紋における外郭の「丸」に近い。加藤清正が使用した「蛇の目」も同様に細く描かれる。加藤嘉明の「蛇の目」は図〔1〕に近い太さがある。

〔1〕蛇の目
〔2〕蛇の目・弦巻
〔3〕三つ盛蛇の目
〔4〕蛇の目九曜

## 使用
『寛政重修諸家譜』では常陸国細川氏、下野国戸田氏、遠江国松平氏、伊勢国石川氏（家成系）、丹後国京極氏、伊予国加藤氏などが載る。ほかに、蛇の目を使用した人物には、日蓮宗の開祖日蓮がある。これにちなみ、使用者は日蓮宗宗徒であることがあり、南部実長、加藤清正などの使用がある。
南部実長の旗には、身延山の守護神つまり日蓮宗系宗派における法華経の守護神である七面天女に由来する白地に赤の蛇の目文が描かれたものがあり、「七面天女示現陣中守護之大幡」（しちめんてんにょじげんじんちゅうしゅごのおおはた）と言った。七面天女、七面大明神というのは龍神であって蛇の目はその龍の目に見立てたものである。